# Futebol Clube de Felgueiras
El Futebol Clube de Felgueiras va ser un club de futbol portuguès amb seu a Felgueiras. El club va ser fundat el 16 d'agost de 1936 i va desaparèixer l'any 2005 per problemes financers. El club jugava a l'Estadi Dr. Machado de Matos, que va ser la seva llar des que es va fundar el club als anys 30. José Fonte i els exfutbolistes portuguesos Fernando Meira i Sérgio Conceição són un dels jugadors més famosos que han jugat mai al Felgueiras. Bakero hi va jugar en la seva joventut.

## Història
Durant bona part dels anys 80, el FC Felgueiras va participar regularment en campionats nacionals. A la temporada 1982–83, va aconseguir el seu primer gran període reeixit a nivell estatal, després de guanyar la Segona Divisió i, per tant, d'aconseguir l'ascens.
L'any 1991–92, sota el comandament de Mário Reis, el Felgueiras va guanyar la lliga de la zona nord de la Segona Divisió, arribant de nou al segon nivell. També va ser durant aquella dècada que el club sota la direcció de Jorge Jesús va assolir el cim dels seus èxits esportius, ascendint a la màxima categoria. A la Primeira Divisão 1995–96 el club va acabar setze lloc i va descendir. Aleshores, el club va patir un fort descens de la piràmide futbolística que els va portar a les lligues regionals i, finalment, a l'extinció. El 2006 es va crear un nou club de futbol, el FC Felgueiras 1932, que va aconseguir l'ascens a Terceira Divisão la temporada 2011-12.

## Palmarès
- Taça de Honra do Porto: 1[5]
  - 1984–85